# Bart De Wever
Bart Albert Liliane De Wever (Mortsel, Amberes, 21 de diciembre de 1970) es un escritor, historiador y político belga que está desempeñando el cargo de Primer ministro de Bélgica desde febrero de 2025.  
Desde 2004 hasta 2025 fue presidente de la Nueva Alianza Flamenca, un partido que lucha por un Flandes independiente en una Europa unida. También ha sido miembro del parlamento flamenco desde 2004. Desempeñó un papel destacado en la formación de gobierno de Bélgica en 2007 y llevó a su partido a la victoria en las Elecciones generales de Bélgica de 2010, después de que la Nueva Alianza Flamenca se convirtiera en el partido más votado en Flandes y en todo el territorio belga.  Logró esto de nuevo en las siguientes 3 elecciones, finalmente siendo encargado de formar un nuevo gobierno por el rey Felipe después de las elecciones de 2024.
De enero de 2013 a febrero de 2025, fue alcalde de Amberes, después de las elecciones municipales de 2012.

## Posiciones políticas
Defiende un proyecto separatista en las relaciones entre Flandes y Valonia, la parte francófona del país.
En 2008, mientras era entrevistado en un programa de televisión, dijo: "creo que no hay una minoría de habla francesa en Flandes; hay inmigrantes que tienen que adaptarse. Les pedimos a los marroquíes y a los turcos que hagan eso. No les dijimos 'hay muchos de ustedes, así que el árabe se convertirá en el idioma oficial'. Eso es una locura."
Es admirador del filósofo irlandés Edmund Burke y su conservadurismo. Sus ideas están en buena medida influidas también por el escritor británico Theodore Dalrymple.
Hace del N-VA el más liberal económicamente de los grandes partidos belgas. La defensa del emprendimiento es uno de los puntos clave de su programa, y se compromete a oponerse a cualquier subida de impuestos y a reducir el gasto público, sobre todo en el ámbito social. También quiere limitar en el tiempo las prestaciones por desempleo, suprimir las pensiones de jubilación anticipada, retrasar la edad de jubilación y reducir el número de funcionarios. También propone transferir a las regiones ciertas competencias en materia fiscal y de seguridad social.